# Jasmín (Disney)
Jasmín (a veces escrito como Yasmín, o como en su versión original, Jasmine) es un personaje ficticio que aparece en la película de animación Aladdín (1992), de Walt Disney Pictures. Jasmín, a la que originalmente da la voz hablada Linda Larkin y la voz cantante Lea Salonga, es la enérgica hija del Sultán, que se ha cansado de su vida de confinamiento en el palacio. Pese a que una antigua ley estipula que la princesa debe casarse con un príncipe a tiempo para su próximo cumpleaños, Jasmín está decidida a casarse con alguien a quien ama por lo que es y no por lo que posee. Creada por los guionistas y directores Ron Clements y John Musker con los coguionistas Ted Elliott y Terry Rossio, Jasmín está basada en Badr al-Budur, una princesa que aparece en el cuento "Aladino" de Las Mil y Una Noches.
Concebida originalmente como una princesa mimada y materialista, los guionistas reescribieron finalmente a Jasmín para convertirla en una heroína más fuerte y prominente tras la eliminación de la madre de Aladdín del guion, al tiempo que tomaban prestados elementos de la historia de la comedia romántica Roman Holiday (1953). Varios meses después de conseguir el papel, Larkin estuvo a punto de ser despedida del proyecto porque Jeffrey Katzenberg, ejecutivo de Disney, consideró que su voz no era adecuada para una princesa, pero Clements y Musker consiguieron convencerle de lo contrario. Albert Tavares, fue el director de castin y quien descubrió a Lea Salonga; fue elegida como la voz cantante de Jasmín gracias a su actuación en el musical Miss Saigon; esta decisión sin precedentes convirtió a Jasmín en la primera princesa Disney a la que dos actrices diferentes pusieron voz. El diseño de Jasmín, animado por Mark Henn, es una combinación ecléctica de fuentes únicas, como un invitado anónimo del parque de atracciones, la propia hermana de Henn y la actriz Jennifer Connelly.
El personaje ha recibido críticas entre positivas y mixtas, y gran parte de su arco argumental se ha comparado desfavorablemente con el de sus predecesoras como Ariel, de La sirenita (1989) y Bella, de La bella y la bestia (1991), pero ha sido elogiado por su personalidad y su química con Aladdín. Es la sexta princesa Disney y el primer miembro no europeo de la franquicia, así como la primera princesa de Asia occidental, por lo que se le atribuye el mérito de introducir la diversidad racial en el género de Princesas Disney. A diferencia de la mayoría de las Princesas Disney, Jasmín es un personaje secundario en su propia película, adoptando el papel secundario de interés amoroso. Jasmín ha aparecido posteriormente en las secuelas de Aladdín, El regreso de Jafar (1994) y Aladdín y los 40 ladrones (1996), así como en su serie de televisión y en una adaptación musical de la película en Broadway. Tanto Larkin como Salonga han sido galardonados como Leyendas de Disney por su contribución al papel. Naomi Scott interpretó al personaje en la adaptación de acción real de 2019 de la película original de 1992.

## Desarrollo

### Concepción y escritura

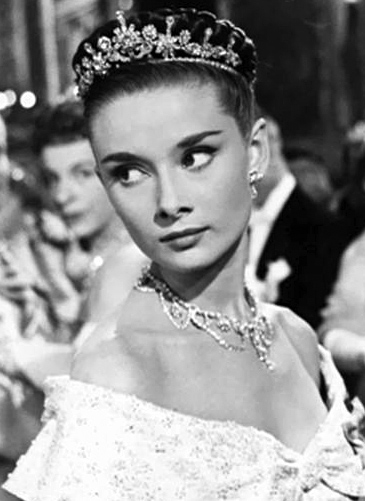
El papel de la actriz Audrey Hepburn como princesa Ann, una princesa aburrida, en la película Roman Holiday (1953) sirvió de inspiración para el argumento de Jasmín.

Jasmín está basada en la princesa que aparece en la colección de cuentos populares de Oriente Próximo Las Mil y Una Noches, concretamente en el cuento "Aladdín y la Lámpara Mágica". El letrista Howard Ashman y el compositor Alan Menken empezaron a desarrollar Aladdín cuando aún estaban escribiendo canciones para La sirenita (1989), pero abandonaron el proyecto para dedicarse a La bella y la bestia (1991), aunque finalmente lo resucitaron cuando La Bella y la Bestia estaba a punto de concluir. Aunque en el cuento original la princesa se llama Badr al-Budur, el estudio decidió rebautizar al personaje con el nombre más familiar de "Jasmín", en honor a la actriz Jasmine Guy. Además, el nombre también estaba entre los más populares de la década en aquel momento. En el tratamiento original de Ashman para la película, Aladdín tenía dos posibles intereses amorosos: Jasmín y una "marimacho a lo Judy Garland", cuyos sentimientos románticos hacia Aladdín no eran correspondidos por el héroe. La guionista Linda Woolverton redactó finalmente un guion basado en la película El ladrón de Bagdad (1940), una revisión que incluía una sirvienta para Jasmín (una idea que resurgió en la película de acción real de 2019), que finalmente fue sustituida por un tigre mascota.
Los directores y guionistas Ron Clements y John Musker acabaron descartando el guion de Woolverton en favor de desarrollar algo más parecido a la versión de Ashman, aunque introduciendo varios cambios en su tratamiento, entre ellos abordar el personaje de Jasmín "de forma un poco diferente", pero manteniendo la visión de Woolverton de "una princesa a la que Aladdín pudiera cortejar". Tras la eliminación de la madre de Aladdín del guion, la relación entre Jasmín y Aladdín se amplió hasta el punto de convertirse en un punto central de la película, lo que permitió a la princesa tener más tiempo en pantalla. Así, Jasmín se convirtió en un personaje más destacado. A diferencia de las anteriores adaptaciones de cuentos de hadas de Disney, la princesa no es el personaje principal de la película y, por tanto, la historia no gira en torno a ella. A pesar de la presencia de una princesa destacada, los directores decidieron tratar a Aladdín más como "una aventura árabe" que como un cuento de hadas tradicional de Disney o una película de princesas en la línea de Blancanieves y los siete enanitos (1937) o La bella y la bestia.La decisión de hacer de Aladdín una comedia eliminó en definitiva la necesidad de explorar algunas de las tramas más profundas de Jazmín.
Aunque para la adaptación cinematográfica se modificaron varios detalles del cuento popular original, el argumento principal de Jasmín (ser presionada para contraer matrimonio) se mantuvo prácticamente intacto. Sin embargo, mientras que Badr al-Budur se resiente inicialmente de Aladdín, Jasmín, por el contrario, se siente encantada por él casi de inmediato. Los guionistas Ted Elliott y Terry Rossio reescribieron a Jasmín convirtiéndola en un personaje "más fuerte" que anhela activamente liberarse de su "regio confinamiento". Según Dave Smith, de los Archivos Disney, la "liberada" Jasmín principalmente "busca escapar de su estilo de vida actual". La idea de una Jasmín disfrazada que se escapa de su palacio en mitad de la noche se inspiró en la película de comedia romántica Roman Holiday (1953), en la que la princesa Ana, interpretada por la actriz Audrey Hepburn, escapa de la embajada real disfrazada para pasar un día explorando Roma por su cuenta.

### Voz original
La elección del actor y cómico estadounidense Robin Williams como el Genio inspiró al estudio a contratar actores de voz de talento similar capaces de igualar su ritmo. Los cineastas habían imaginado originalmente que la voz de Jasmín sería similar a la de la actriz Lauren Bacall. La voz de Jasmín la pone la actriz estadounidense Linda Larkin. El papel era sólo una de las audiciones que Larkin tenía programadas para la misma semana en que se presentó a Aladdín, y en un principio subestimó la envergadura del proyecto, bromeando: "Pensé que iba a ser algo parecido a Patoaventuras ". Larkin, a la que inicialmente sólo se le presentaron unas pocas páginas del guion, se sintió especialmente atraída por el "espíritu activista" de Jasmín, además de por las similitudes y diferencias del personaje con las anteriores heroínas de Disney. Las princesas Blancanieves, Cenicienta y Aurora habían sido las favoritas de la actriz durante su infancia. La primera audición de Larkin tuvo lugar en un estudio de grabación de Burbank, California, en el que actuó únicamente para el director de castin de la película. El lado utilizado para la primera audición de Larkin fue la escena en la que Jasmín conoce a Aladdín en el mercado, su primer encuentro. La frase de Jasmín "It's all so magical" (Todo es tan mágico) ayudó a convencer a Larkin de que estaba "destinada" a poner voz al personaje. Aunque la voz de Larkin era muy diferente de la que los cineastas habían imaginado originalmente para el personaje, su interpretación les hizo cambiar de opinión poco a poco.

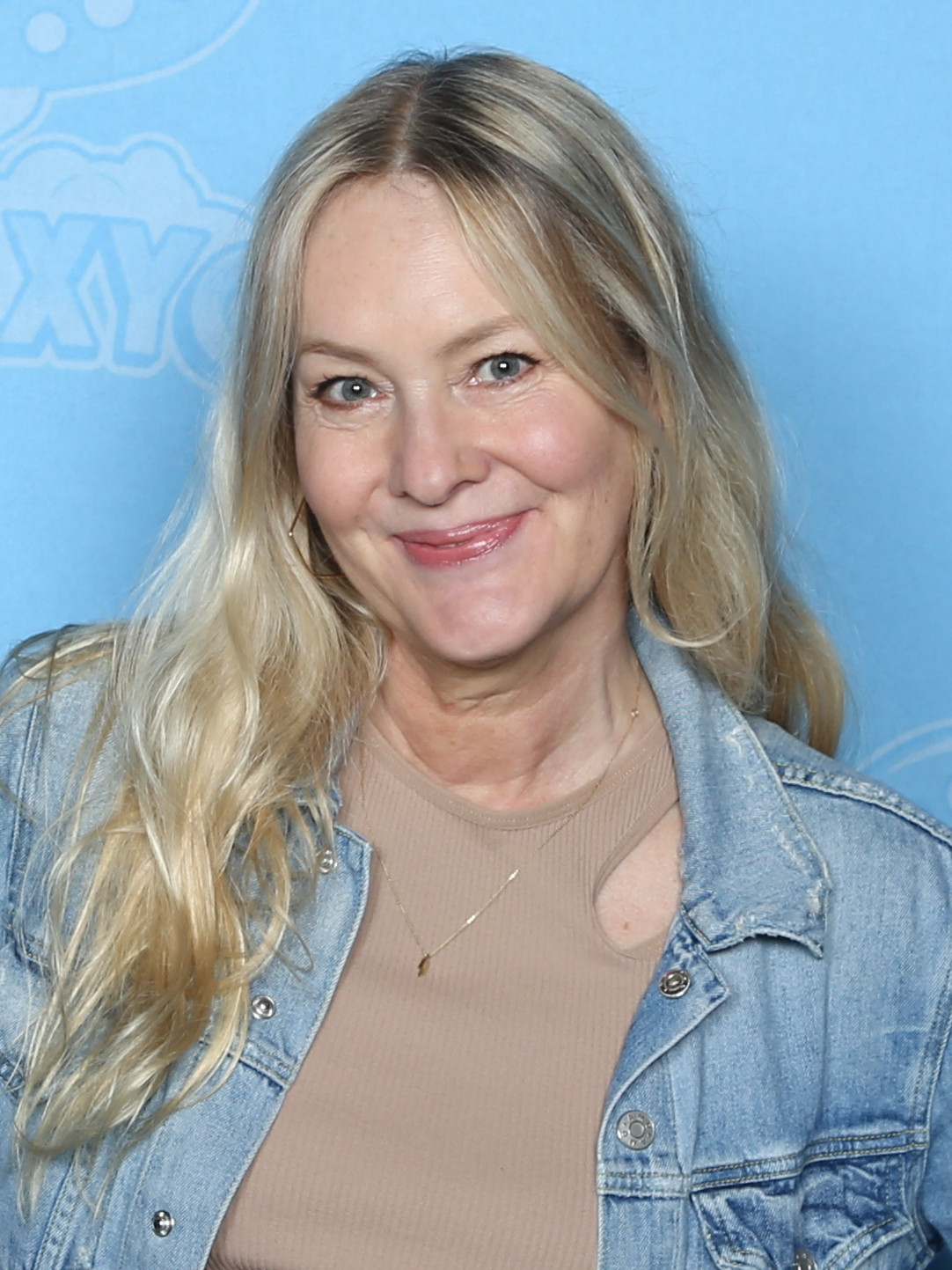
La actriz Linda Larkin pone voz a Jasmín; seis meses después de ser elegida, Jeffrey Katzenberg, ejecutivo de Disney, insistió en que tenía que volver a presentarse al castin para el papel.

A lo largo de los meses siguientes, Larkin regresó al estudio en varias ocasiones, en forma de una larga serie de convocatorias. Mientras que el número de ejecutivos y directores de cine seguía aumentando, el número de actrices que competían por el papel iba disminuyendo a medida que el proceso de audición se acercaba a su fin. La audición final de Larkin duró un total de cuatro horas, durante las cuales leyó el guion completo por primera vez. Los animadores también tuvieron la oportunidad de animar con la voz de Larkin por primera vez. La actriz fue finalmente elegida para el papel varios meses después, momento en el que casi había olvidado que se había presentado a la audición. Sin embargo, a los seis meses de la grabación, Larkin se vio obligada a volver a presentarse a la audición para el papel por el ejecutivo de Disney Jeffrey Katzenberg, que consideraba que la voz de la actriz carecía de la autoridad necesaria para dar voz a una princesa. Sin embargo, Clements y Musker no estaban de acuerdo con él y consiguieron engañar a Katzenberg para que no despidiera a Larkin montando una sesión de grabación falsa en la que hicieron que la actriz hablara más bajo y más despacio en presencia de Katzenberg, para que después recuperara su voz natural. Larkin sólo grabó una escena junto a sus coprotagonistas Williams y Scott Weinger, la voz de Aladdín. Aparte de algunos storyboards y dibujos en bruto e inacabados, Larkin no vio mucho de su personaje hasta que la película se proyectó finalmente en el Museo de Arte Moderno.
Antes de descubrir a Larkin, Disney había insistido en audicionar exclusivamente a intérpretes que fueran capaces de cantar tan bien como de actuar. Sin embargo, tras la contratación de Williams, el estudio cedió a favor de elegir en su lugar a "actores fuertes". Cuando Larkin hizo la primera audición para el papel, aún no se había escrito "Un Mundo Ideal", la única canción de Jasmín que se conserva; admitió que "de ninguna manera me habría presentado a la audición... si hubiera habido una canción desde el principio". Tras componer la primera canción de Jasmín, los cineastas preguntaron a Larkin si estaría interesada en grabarla y ponerle voz al personaje. Larkin se negó inmediatamente, bromeando: "Yo canto... ¡pero no como una princesa!". Así pues, Disney decidió contratar a una cantante que pudiera imitar la voz de Larkin, a pesar del temor de la actriz a que el estudio la sustituyera por completo por una cantante profesional.
La voz de Jasmín la pone la cantante y actriz filipina Lea Salonga. La actuación de Salonga en el musical Miss Saigón, que le valió un premio Tony, le ayudó a despertar el interés del director de castin Albert Tavares, que dejó una nota para la cantante en la puerta del escenario antes de salir de una función a la que había asistido. El agente de Salonga programó entonces su audición, en la que interpretó "Parte de él", de La sirenita. Salonga empezó finalmente a grabar una maqueta de "Un Mundo Ideal" unos días después. Con la contratación de Salonga, Larkin se convirtió en una de las primeras actrices de doblaje de Disney que no ponía la voz cantante del personaje al que daba voz, y Jasmín supuso la primera vez que Disney decidió separar las voces cantante y hablante de una princesa. La propia Larkin, que describe a Salonga como "una cantante increíble", se sorprendió gratamente de lo mucho que se parecía la voz de Salonga a la suya cuando escuchó por primera vez "Un Mundo Ideal", y bromeó: "Los cineastas casi me convencen de que la cantaba yo".

### Personalidad y diseño
La descripción del personaje en la página web oficial de Disney dice: "Jasmín es una belleza independiente y ardiente, capaz de cuidar de sí misma" que "anhela experimentar la vida fuera del palacio". En un principio, los guionistas habían concebido a Jasmín como una princesa mimada y materialista cuyos intereses se limitaban a la ropa y las joyas, pero finalmente la convirtieron en un personaje más fuerte y maduro". Larkin describió a Jasmín como "un personaje muy fuerte y bien definido desde el principio" Mark Henn fue el animador supervisor de Jasmín. Tras haber sido contratado originalmente para animar a la madre de Aladdín, la eliminación del personaje de la película acabó brindando a Henn la oportunidad de animar a Jasmín en su lugar. En la anterior película de animación de Disney, La Bella y la Bestia, el diseño de la heroína Bella, a la que Henn también había ayudado a animar, presentaba varias incoherencias debido a que el personaje había sido animado en dos estudios completamente distintos. Para evitar un dilema similar con Jasmín, los cineastas decidieron finalmente que la princesa se animara íntegramente en un solo estudio. Como Jasmín es el interés amoroso de la película y no su personaje principal, la princesa se animó en el estudio secundario de la empresa en Florida, mientras que Aladdín se animó en California. Sin embargo, las escenas de amor más íntimas entre los dos protagonistas obligaron a Henn a comunicarse frecuentemente con el animador principal de Aladdín, Glen Keane, por teléfono y fax, y los animadores también se enviaban diseños y discos. Por su deseo de introducir la arquitectura india en la película, el director artístico Bill Perkins basó el diseño de Jasmín en el famoso mausoleo, el Taj Mahal, que a su vez incorpora y amplía el diseño indio, en particular las curvas que se aprecian en el pelo, la ropa y las joyas del personaje.

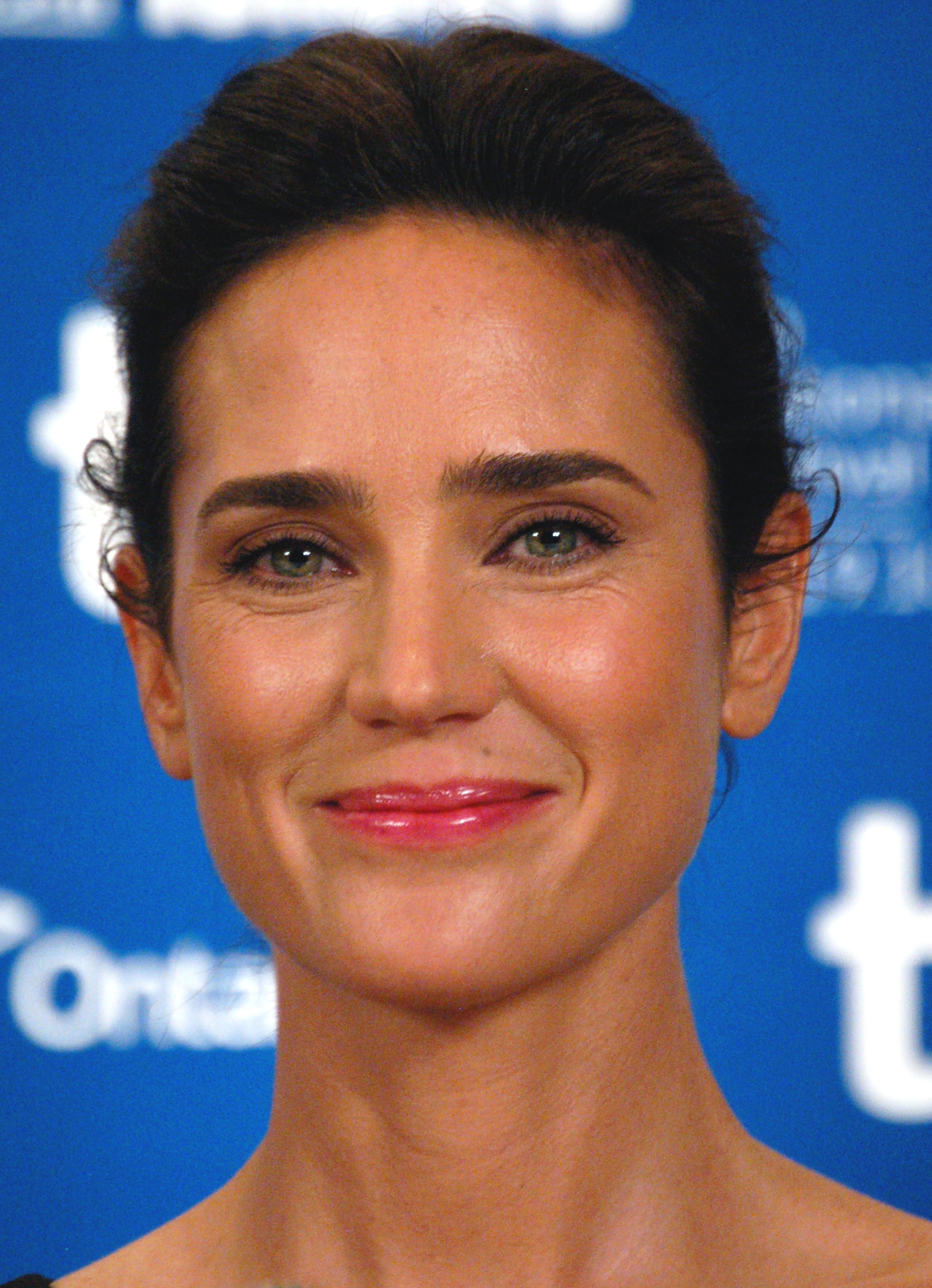
La actriz Jennifer Connelly inspiró la aparición de Jasmín.

Tras haber animado recientemente a dos heroínas anteriores de Disney, Ariel de La sirenita y Bella de La bella y la bestia, Henn sufrió inicialmente un grave caso de "bloqueo artístico" cuando intentaba diseñar a su tercera heroína, Jasmín. Mientras trabajaba en el personaje en los estudios Disney-MGM de Florida, Henn se fijó en una joven visitante de un parque de atracciones con el pelo largo y negro, y finalmente decidió utilizarla como inspiración inicial para Jasmín; la identidad de la visitante permanece en el anonimato hasta la fecha. Los primeros bocetos de Jasmín se basaban en varias supermodelos de aspecto exótico, además de en su homónima Jasmine Guy, pero finalmente se consideró que los rasgos faciales de la actriz eran demasiado "severos" para un personaje animado. En busca de "algo fresco que le ayudara con su aspecto físico", Henn se inspiró finalmente en una fotografía de graduación del instituto de su hermana pequeña Beth Allen, que llevaba el pelo con un estilo similar al que finalmente se convertiría en el de Jasmín. Henn atribuye a su hermana el mérito de haberle ayudado a superar su bloqueo artístico, y los directores acabaron aprobando el diseño conceptual de Henn. Los rasgos faciales del personaje se inspiraron también en la actriz Jennifer Connelly, concretamente en sus cejas. Además, se incorporaron al personaje algunos de los manierismos y rasgos físicos del propio Larkin. Henn atribuye a una conversación que mantuvo con Larkin el mérito de haberle ayudado a descubrir el lado emocional de Jasmín. La modelo Robina Ritchie sirvió de referencia para la animación, haciendo pantomimas con las voces superpuesta de Larkin para que, en palabras de Henn, "el animador tuviera la sensación de cómo sería el movimiento humano real".
La aparición final de Jasmín inspiró al estudio a rediseñar Aladdín; en consecuencia, Katzenberg consideró que el personaje principal, que en un principio se había representado como un joven desvalido y "escuálido", no parecía un protagonista adecuado para Jasmín, lo que temían que diera lugar a una química poco convincente entre la pareja. Por ello, decidieron basar Aladdín en el actor Tom Cruise. La secuencia favorita de Henn para animar fue la escena en la que Jasmín descubre la verdadera identidad de Aladdín y le echa "una mirada". Los cineastas decidieron vestir a Jasmín de azul para representar simbólicamente el agua, que es "la sustancia más preciada que se puede encontrar en un desierto". Los animadores sentaron al personaje junto a una fuente cuando se la presenta por primera vez en la película para enfatizar aún más este motivo y la comparación. Con su apariencia finalizada, Jasmín se convirtió en la primera princesa no blanca de Disney, a diferencia de ser de ascendencia europea.

## Temas

### Características y creencias
Como personaje, Jasmín es a la vez similar y diferente de las heroínas Disney que la precedieron. Posee muchas cualidades asociadas a las Princesas Disney tradicionales, entre ellas la gracia y la belleza. Sin embargo, al ser presentada por Disney como "una heroína de los años 90", Jasmín "nació antes de su tiempo", por lo que su inteligencia y sus ambiciones tienden a parecerse más a las de encarnaciones contemporáneas, como Bella. Brian Lowry, de Variety, comparó la fuerte personalidad de Jasmín con la de Bella, describiéndola como una heroína "anacrónicamente liberada". Por su parte, Rob Burch, de The Hollywood News, observó que la princesa es muy parecida a Ariel, ya que es "independiente, hermosa y desesperada por tener la oportunidad de vivir su propia vida", al tiempo que oculta su bondad bajo "un escudo de ira". Perteneciente a "una serie de heroínas valientes" inspiradas tanto por el feminismo contemporáneo como por el movimiento girl power, Jasmín fue reconocida por el autor de Hearing a Film, Seeing a Sermon: Preaching and Popular Movies, Timothy B. Cargal, como parte del equipo de Disney de "continuar los esfuerzos por rediseñar a sus heroínas para una era más feminista", además de proporcionar a las niñas modelos femeninos fuertes con los que puedan identificarse. Con sólo 15 años, Jasmín ya es más ingeniosa que sus dos predecesoras inmediatas, aunque comparte su misma preferencia por la asertividad y el empoderamiento frente a la pasividad, rasgos de los que se hacen eco varias otras Princesas Disney introducidas a lo largo de la década. Al mismo tiempo, Jasmín aparece como más luchadora que Bella y menos ingenua que Ariel.
Jasmín no es la protagonista de Aladdín, sino el personaje principal, Aladdín, mientras que la propia Jasmín ocupa un papel secundario como interés amoroso de la película, por lo que carece de un desarrollo significativo del personaje. Sin embargo, a veces se hace referencia a ambos personajes colectivamente como protagonistas, mientras que a veces se identifica a Jasmín como la "protagonista femenina" de la película, The First Novels Club observó que Jasmín esencialmente "acaba siendo la misma persona que cuando empezó". Se sabe poco sobre los intereses, aficiones y objetivos de Jasmín. El autor de The Art of the Princess and the Frog, Jeff Kurrti, escribió que aunque "Jasmín tiene menos protagonismo como heroína... tomaba decisiones y tenía un poco más de fuerza de voluntad". Samantha Rullo, de Bustle, coincidió en que, a pesar de su papel secundario, Jasmín sigue "decidida a vivir su vida como ella quiere, en lugar de dejar que otros tomen sus decisiones por ella", por lo que figura entre las princesas más rebeldes de Disney. La personalidad de Jasmín sigue figurando entre las heroínas "más fuertes" de Disney porque no le preocupan la riqueza ni la clase social, a pesar de su opulenta educación. Del mismo modo, Jasmín no está interesada en casarse con alguien que sólo sea capaz de ofrecerle todo lo que ya posee, optando en su lugar por la emoción y la compañía.
Junto con los otros personajes principales de Aladdín, Jasmín encarna el tema central de la película: el anhelo de libertad de alguna forma de confinamiento u opresión. Tanto la película como sus personajes están influidos por el "poder de elección" de Jasmín. El deseo de libertad y capacidad de decisión del personaje se ve constantemente amenazado por otros personajes y situaciones; la única decisión sobre la que Jasmín mantiene plena capacidad de decisión durante toda la película es de quién se enamora, ayudada por la negativa del Genio a utilizar sus poderes mágicos para obligar a los personajes a enamorarse, aunque no con quién se casa. Aunque Jasmín anhela explorar su reino más allá de los confines de su palacio, sólo llega hasta el mercado antes de regresar a casa. Jasmín explora "la idea de que encerrarte tras los muros puede hacerte más vulnerable, no menos", como demuestra el hecho de que el personaje no esté preparado y sepa poco de dinero cuando se aventura en el mercado por primera vez. En la película, Jasmín libera a una bandada de pájaros de su jaula, lo que sirve como metáfora de su propia situación, al estar "enjaulada de un mundo que nunca ha visto y anhela ser liberada". El dormitorio de Jasmín también tiene forma de jaula de pájaros para representar su propio confinamiento. Su historia también explora temas como los derechos civiles, la tolerancia racial, la jerarquía social y la vida, la libertad y la búsqueda de la felicidad.

### Feminismo, leyes matrimoniales y género
Jasmín demuestra varios rasgos, creencias e ideologías asociados con el feminismo, ejerciendo mucho "potencial feminista", aunque notablemente menos explícito que el de Bella. No obstante, a pesar de "su actitud moderna y feminista", el personaje mantiene las aspiraciones románticas tradicionales que suelen asociarse a las Princesas Disney, aunque su anhelo de romance es mucho más moderado en comparación. Steve Daly, de Entertainment Weekly, definió a Jasmín como "una princesa protofeminista con conciencia sexual". La autora de "New" Exoticisms: Changing Patterns in the Construction of Otherness, Isabel Santaolalla escribió que Jasmín parece haber heredado "el legado del movimiento feminista de los años 60". Habiendo "salido de los años 90", según Desson Howe, de The Washington Post, Jasmín "se opone apropiadamente al techo de cristal". Desafiar las leyes matrimoniales y los matrimonios concertados también se encuentran entre los temas centrales de Jasmín. Larkin cree que su personaje es responsable de inspirar un cambio en las leyes matrimoniales de su reino, y explica: "Jasmín no sólo creía en algo, sino que luchaba contra algo que veía que era una injusticia... Buscó activamente el cambio y lo hizo realidad". Musker está de acuerdo en que la princesa "se rebela contra la estructura social al elegir casarse con alguien por voluntad propia". Según el cantante Brad Kane, que pone voz a Aladdín, "Aladdín es una película feminista furtiva" porque Jasmín está "dispuesta a renunciar a ser princesa para no tener que casarse con alguien". La rebeldía de Jasmín acaba convenciendo a su padre para que cambie la constitución.
Jasmín, el único personaje femenino con nombre y voz en una película dominada por los hombres, carece tanto de compañeras como de una figura materna (los personajes masculinos protagonizan el 90% de los diálogos de la película). El personaje ha llegado a resentirse de la sociedad patriarcal en la que vive. El autor de Movies and the Mind: Theories of the Great Psychoanalysts Applied to Film, William Indick observó que Jasmín representa "el rechazo de la dominación y el control del padre-rey sobre la vida de su hija", asemejándose a "una heroína fuerte y asertiva que se rebela contra la tiranía de su padre en lugar de aceptar pasivamente su voluntad". La vida de Jasmín está casi totalmente determinada por los hombres, por los que se niega a recibir órdenes, expresando constantemente su desaprobación al rechazar a pretendientes arrogantes y gritar a los hombres que intentan tomar decisiones en su nombre, al tiempo que desafía los roles de género tradicionales y las figuras de autoridad masculinas. El padre de Jasmín, el Sultán, responde al constante rechazo de su hija a posibles pretendientes con un "No sé de dónde lo saca. Su madre no era ni mucho menos tan exigente", lo que indica que la madre de Jasmín "pertenecía a una generación de mujeres dóciles pre-feministas". En ocasiones, Jasmín puede parecer prejuiciosa; al principio tiene una opinión totalmente negativa de todos los príncipes hasta que conoce a un Aladdín disfrazado. En el libro de Ulrich Marzolph The Arabian Nights Reader, el autor describe al personaje como "el portavoz de la oposición a un atraso y un autoritarismo vagamente definidos en Oriente Próximo".

## Apariciones

### Películas y series de televisión
Jasmín debutó en Aladdín (1992) como princesa de Agrabah, hija del Sultán. Frustrada por las constantes decisiones que se toman por ella y por las presiones para que, por ley, se case con un príncipe, Jasmín se disfraza de campesina y escapa de palacio. En el mercado cercano, Jasmín entabla amistad con Aladdín, un ladrón callejero que la rescata de un vendedor furioso que casi le corta la mano. Al escapar al escondite de Aladdín, la pareja se da cuenta de que ambos se sienten atrapados en su propio entorno y anhelan una vida mejor. Cuando los guardias de palacio detienen a Aladdín, Jasmín exige su liberación inmediata, pero Jafar, el intrigante gran visir del Sultán, hace caso omiso de sus órdenes. Cuando la princesa se enfrenta a Jafar, éste le miente y le dice que Aladdín ya ha sido ejecutado, dejando a Jasmín angustiada y culpándose de su muerte; en realidad, Jafar está utilizando a Aladdín para recuperar una lámpara mágica que contiene un genio. Cuando el Genio, salva y se hace amigo de Aladdín, le concede su deseo de transformarse en príncipe para mejorar sus posibilidades de cortejar a Jasmín, Aladdín se presenta ante ella como "Príncipe Alí". Aunque al principio no le impresiona, Jasmín queda encantada después de acompañarle en un paseo en la alfombra mágica, al final del cual descubre que el príncipe es, en realidad, el mismo campesino que conoció en el mercado. Sin embargo, Aladdín convence a Jasmín de que realmente es un príncipe que, al igual que ella, sólo se disfraza ocasionalmente de plebeyo. Cuando Jafar se entera de la verdad sobre Aladdín, roba la lámpara y se convierte en el amo del Genio, desterrando a Aladdín y obligando al Genio a convertirle en Sultán, al tiempo que esclaviza a Jasmín y a su padre. Tras negarse a casarse con él, Jasmín besa a Jafar para distraerlo mientras Aladdín regresa a tiempo para engañar a Jafar y convertirlo en genio, atrapándose así en la lámpara. Jasmín y el Sultán son finalmente liberados, y ella y Aladdín se comprometen después de que el Sultán derogue la ley para que Jasmín pueda casarse legalmente con quien ella elija.
Tras el éxito de Aladdín, Jasmín aparece en las dos secuelas de la película, ambas directas a vídeo, en las que Larkin vuelve a interpretar al personaje y Liz Callaway sustituye a Salonga como su voz cantante. En la primera, The Return of Jafar (1994), Jasmín empieza a cuestionarse su confianza en Aladdín después de que éste defienda a Iago, el antiguo loro mascota de Jafar, que escapa de la lámpara de Jafar y rescata a Aladdín de unos bandidos, con la esperanza de hacer las paces con la familia real. Sin embargo, Iago consigue convencer a la princesa de que aún confía mucho en Aladdín. Jasmín acaba haciéndose amiga de Iago después de que éste la ayude a arreglar su relación con Aladdín, libere al Genio y, finalmente, arriesgue su vida para destruir de una vez por todas a Jafar, que ha regresado en busca de venganza. En la segunda, Aladdin and the King of Thieves (1996), la esperada boda de Jasmín con Aladdín es interrumpida por los cuarenta ladrones. El Oráculo, que los ladrones intentan robar, revela que el padre de Aladdín, Cassim, sigue vivo y es su líder. Jasmín, que anima a Aladdín a perseguir a su padre, acepta posponer la boda, pero no puede evitar preocuparse por él durante su ausencia. Cuando Aladdín regresa finalmente a Agrabah con Cassim y se lo presenta, Jasmín y el Sultán se encariñan inmediatamente con él. Sin embargo, Cassim no tarda en ser encarcelado por el Sultán tras intentar robar de nuevo el Oráculo. Aladdín libera a Cassim y acepta el castigo por sus acciones hasta que Jasmín convence a su padre de que sólo estaba ayudándole por amor. Iago regresa para informarles de que Cassim ha sido capturado por Sa'luk y los Ladrones restantes. Jasmín va con Aladdín a rescatar a su padre y, después, regresan para su boda, a la que Cassim asiste desde las sombras. Dan un paseo en alfombra y se despiden del Mercader de la primera película y de Iago y Cassim.
Jasmín aparece en la serie de televisión basada en la película, que se emitió originalmente de 1994 a 1995. En la serie, Jasmín acompaña a sus amigos en sus aventuras, demostrando ser un valioso miembro del equipo. Demuestra tener excelentes dotes para la lucha y ha hecho los sacrificios más atrevidos, como se ve en episodios como "The Secret of Dagger Rock", en el que rescata a Aladdín del malvado hechicero Mozenrath, y "The Ethereal", en el que se sacrifica para salvar a un niño, lo que hace que el etéreo titular suspenda su ataque a Agrabah y reviva a la princesa. La serie también destaca la relación romántica entre Jasmín y Aladdín. Los dos están comprometidos y siguen dejando que su relación crezca hasta el punto en que están listos para el matrimonio, aunque tampoco sin sus ocasionales problemas como pareja. Se demuestra que su relación amorosa es increíblemente fuerte y que están dispuestos a hacer lo que haga falta para protegerse y permanecer el uno junto al otro. La mejor muestra de ello es el episodio "Eye of the Beholder", en el que la malvada hechicera Mirage transforma a Jazmín en serpiente para poner a prueba su relación con Aladdín, convenciéndola de que sólo la ama por su belleza. Sin embargo, su intento de destruir su amor resulta contraproducente, ya que Aladdín decide transformarse en serpiente para poder estar con Jasmín para siempre, demostrando que realmente ama a Jasmín por lo que es. Jasmín también se enfrenta a rivales románticas que intentan arrebatarle a Aladdín, como Sadira (una antigua rata callejera convertida en bruja de la arena que más tarde se hace amiga del grupo) y Saleen (una sirena malvada que ejerce de hechicera del mar).
Jasmín, junto a las demás Princesas Disney, aparece en la película Ralph Breaks the Internet, como se anunció en la D23 Expo de 2017.

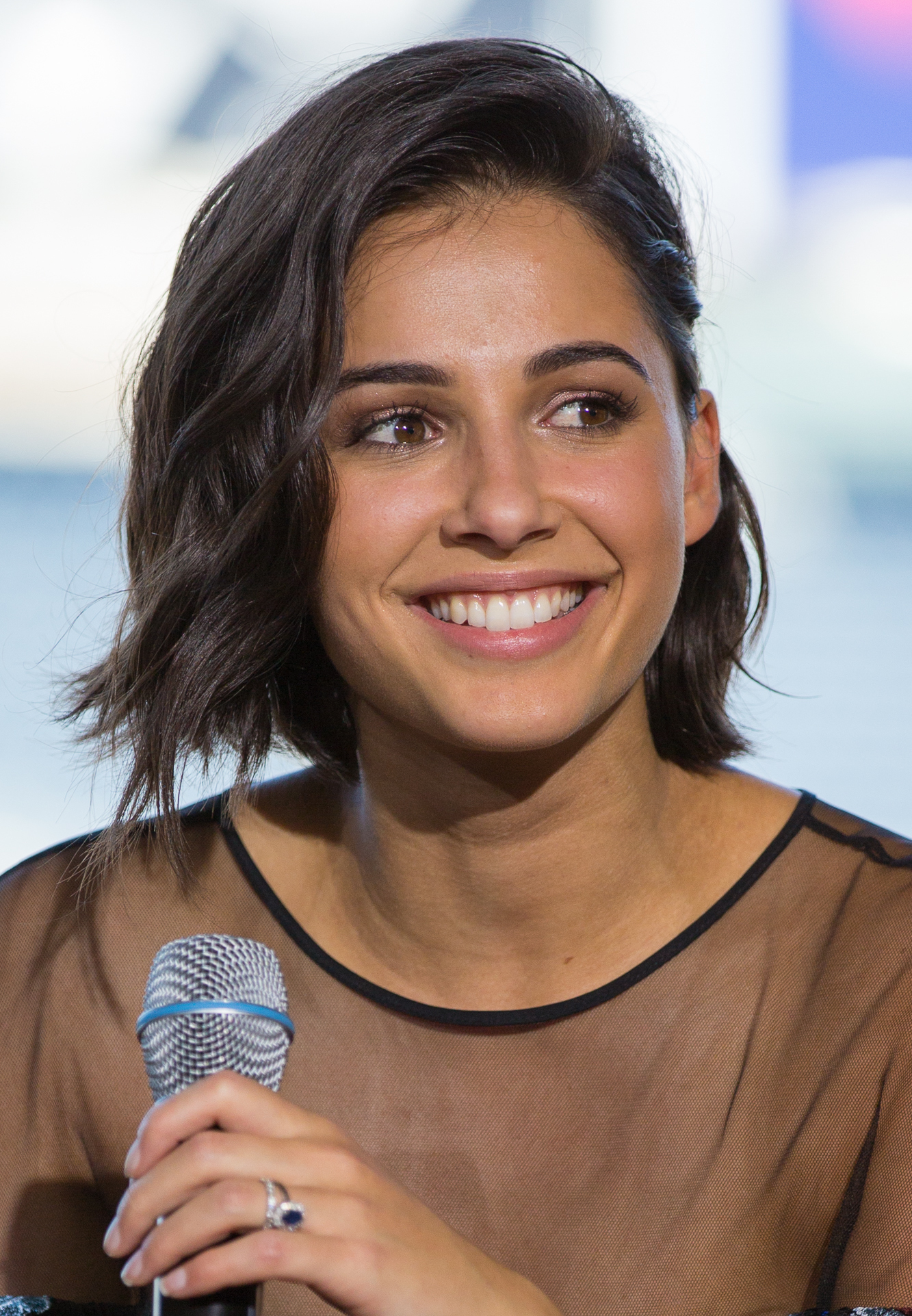
Naomi Scott

Naomi Scott interpreta a Jasmín en una adaptación de acción real de la película de 1992. El argumento de la película presenta a su madre como originaria del reino vecino de Agrabah, Sherebad, deseosa de mejorar la vida de su pueblo como Sultana a pesar de las tradiciones y de que Jafar manipula al Sultán para sus propios fines. Al final de la película, Jasmín se convierte en la primera Sultana de Agrabah con poder para casarse legalmente con quien ella elija.

### Musical de Broadway
Jasmín aparece en la adaptación musical de Broadway de Aladdín, que se estrenó en el Teatro New Amsterdam en marzo de 2014. El papel fue interpretado por la actriz Courtney Reed, que por primera vez interpretaba un personaje de Broadway tras haber aparecido en papeles secundarios en producciones de Broadway como In the Heights y Mamma Mia!. Reed había crecido como fan de las películas y Princesas Disney y, siendo de etnia mixta, cita a Jasmín como su princesa favorita porque "era la primera vez que veía a una princesa de Disney que se parecía a mí... Así que pensé: "Vaya, puedo ser como ella"", mientras que las demás suelen ser rubias y de ojos azules. La actriz también era fan de la película, y en su casa de la infancia había una habitación de Aladdín en la que guardaba sus juguetes; además, Reed interpretó a Abu, el mono mascota de Aladdín, en una producción de la película del Teatro Infantil de Elgin, aunque en realidad quería que le dieran el papel de Jasmín. A pesar de haber estado ya vinculada al proyecto desde sus inicios y lecturas iniciales en 2010, Reed se presentó a una audición para el papel para el director Casey Nicholaw en Seattle antes de que la producción se trasladara finalmente a Broadway, siendo seleccionada entre las pocas actrices que fueron invitadas a audicionar. A diferencia de los coprotagonistas Adam Jacobs y Jonathan Freeman, que encarnan a Aladdín y Jafar, respectivamente, Reed fue el único miembro del reparto principal que tuvo que presentarse a una audición.
Tras enterarse de que había sido elegida para el papel, Reed contrató a un entrenador personal y practicó una dieta más sana para prepararse para su revelador vestuario, en el que deja al descubierto su vientre como el personaje. En el musical, Jasmín se asemeja a un personaje aún más fuerte y enérgico que en la versión cinematográfica, concretamente por la forma en que lucha contra las leyes matrimoniales y los hombres que desean controlarla. Reed cree que su personaje fue el que más cambió durante los talleres en los que el espectáculo viajó de Seattle a Toronto y, finalmente, a Broadway, incluida la sustitución de un número musical original por "These Palace Walls", que el compositor Alan Menken escribió específicamente para Reed. Descrita por Reed como "una canción realmente hermosa" que "establece su carácter", "These Palace Walls" narra el deseo de Jasmín de explorar el mundo más allá de los confines del palacio, a pesar de estar agradecida por todo lo que su padre ya le ha proporcionado. En un principio, a Reed le pareció especialmente desalentadora la interpretación de "'Un Mundo Ideal" porque, al ser la canción más famosa de la película, "todo el mundo tiene unas ideas muy concretas de cómo creen que debe ser o sonar", además de sentirse presionada para igualar la interpretación de Salonga, de la que es admiradora.

### Otros
Según el sitio web Behind the Voice Actors, en la actualidad hay más de 19 versiones animadas de la princesa Jasmín en películas, programas de televisión y videojuegos, y Larkin ha puesto voz a 16 de ellas. Como miembro de la franquicia Princesas Disney, la imagen de Jasmín se utiliza en una gran variedad de productos, como revistas, libros, juguetes, videojuegos, ropa, artículos de papelería y material escolar. En 2013, se actualizó el diseño de Jasmín en el marketing de Princesas Disney, lo que generó una ligera polémica porque algunos críticos acusaron de que se había aclarado el color de la piel del personaje. El personaje aparece en la película Disney Princess Enchanted Tales: Follow Your Dreams, protagonizando el segmento "Más que una princesa pavo real". Jasmín, cansada de sus habituales deberes de princesa, exige más responsabilidades al Sultán, que le asigna el puesto de Asistente Real Educadora en la Academia Real, un trabajo que le resulta bastante difícil debido a sus revoltosos alumnos, hasta que aprende a ejercitar la paciencia y la perseverancia. El personaje también se enfrenta al reto de recuperar el caballo del Sultán, Sahara, después de que desaparezca de los establos, con el fin de salvar el trabajo del mozo de cuadra. En la versión impresa, Jasmín aparece en el manga Kilala Princess entre varias otras Princesas Disney, aunque nunca interactúan entre ellas.

Además de protagonizar su propia serie de televisión basada en Aladdín, Jasmín ha hecho cameos en las series de animación de Disney Channel: Hércules: la serie animada y El show del ratón. En la película Mickey's Magical Christmas: Snowed in at the House of Mouse (2001), le puso voz la actriz Bobbi Page. En junio de 2013, Jasmín apareció en la serie de animación de Disney Jr. Princesita Sofía, con Larkin y Salonga retomando sus respectivos papeles. Esta ocasión supuso la primera aparición televisiva del personaje desde El show del ratón, más de 10 años antes.

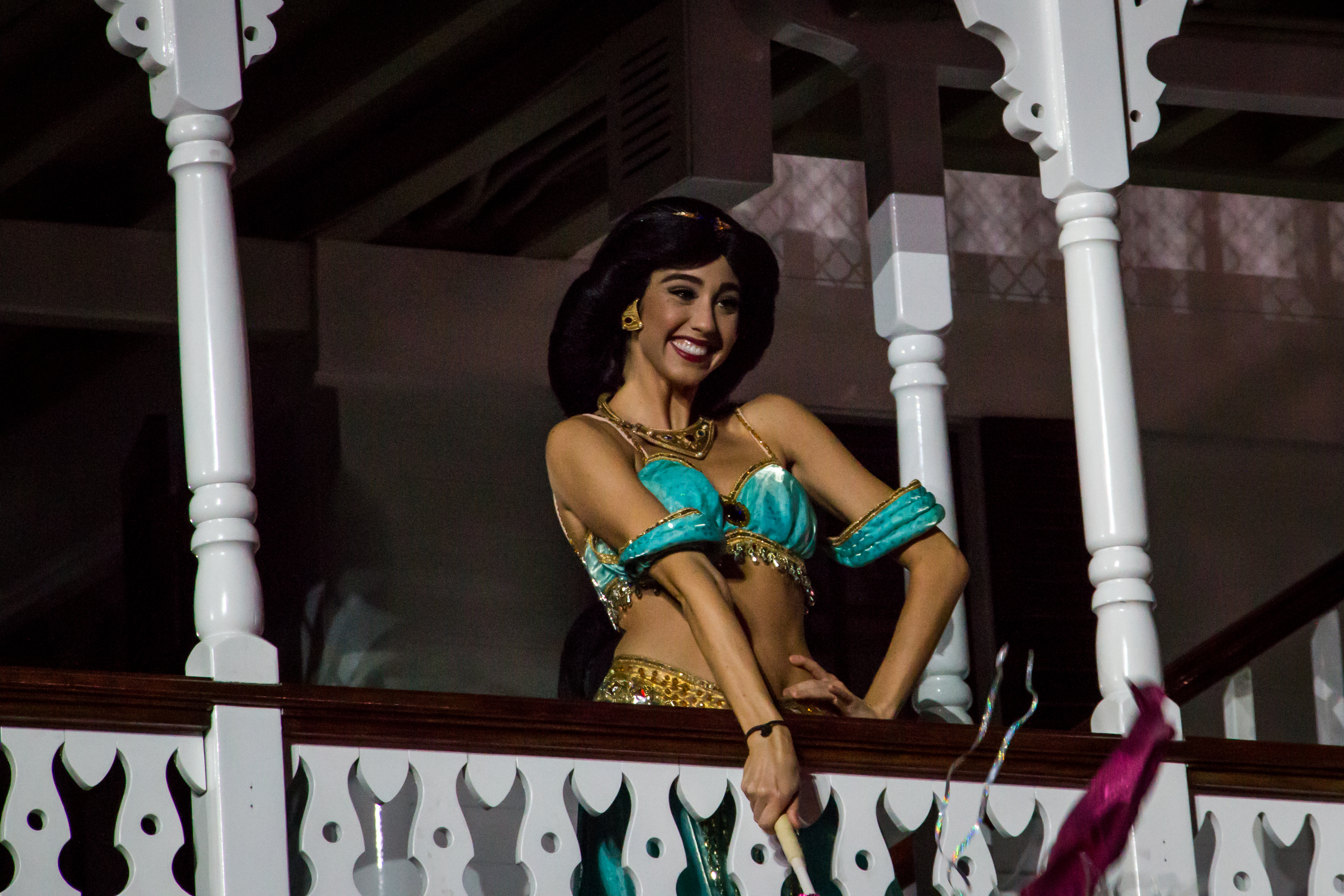
Jasmín durante el final de Fantasmic! en Disneylandia

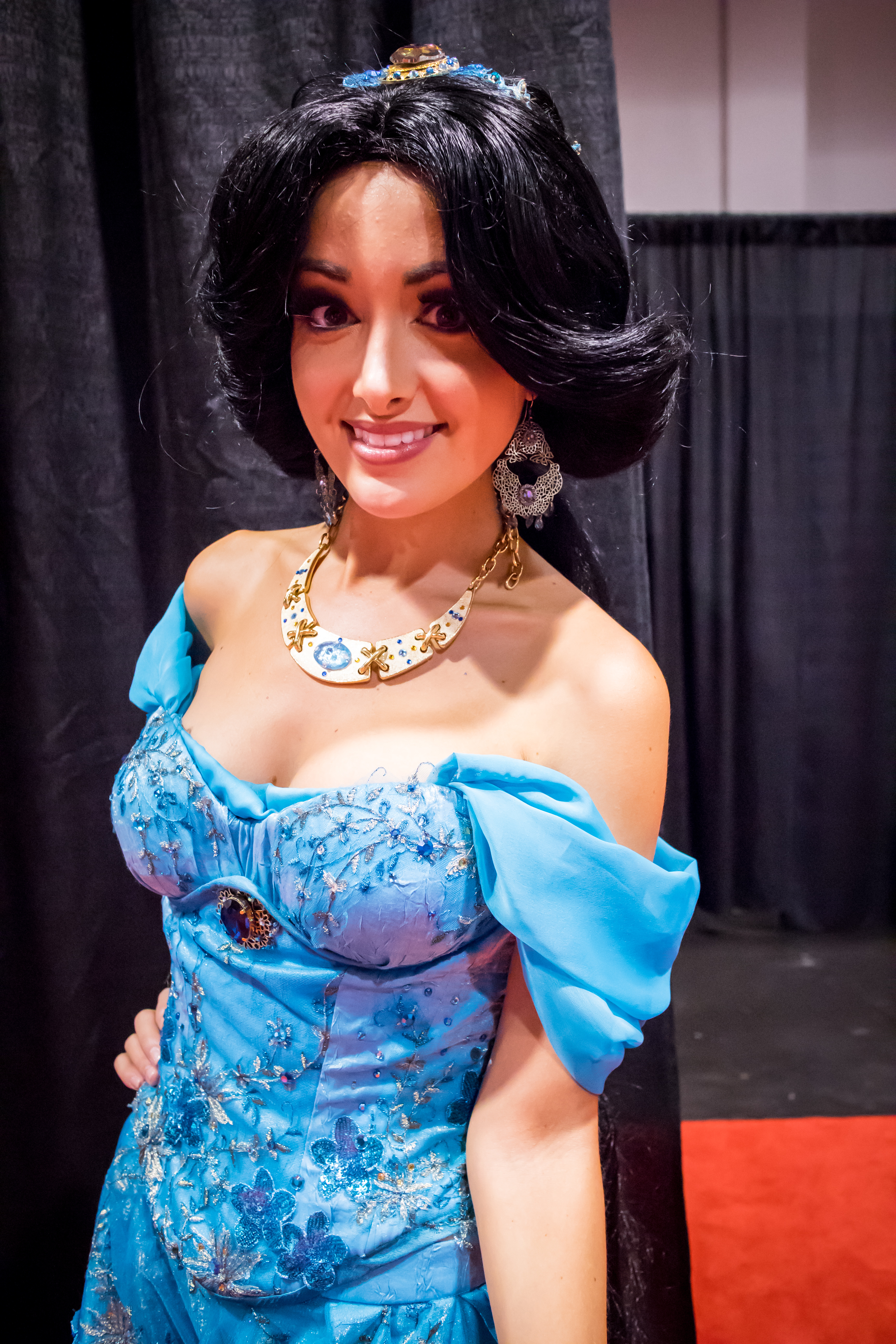
Cosplay de Jasmín, D23 Expo, agosto de 2015.

Jasmín aparece en varias adaptaciones de videojuegos de la serie de películas de Aladdín, concretamente en Disney's Aladdin in Nasira's Revenge (2001), en la que Nasira, la hermana gemela de Jafar, trama vengar la muerte de su hermano capturando a Jasmín y al Sultán. Jasmín se convierte en un personaje jugable en ciertos momentos del juego y recorre los niveles con sigilo escondiéndose en un gran jarrón. La princesa también aparece como personaje no jugable en la serie de videojuegos Kingdom Hearts, como una de las siete Princesas de Corazón capturadas por Maléfica, cada una de las cuales es esencial para llevar a cabo el malvado plan de la villana" . Jasmín ha aparecido en las entregas Kingdom Hearts (2002), Kingdom Hearts II (2005) y Kingdom Hearts 358/2 Days (2009)" . El reino de Jasmín es uno de los cuatro que aparecen en Disney Princess: Enchanted Journey (2007), que los jugadores que asumen el papel de su propia princesa personalizable pueden explorar a través de portales para resolver varios minijuegos y rompecabezas, equipados con una varita mágica. Common Sense Media identificó el reino de Jasmín como uno de los entornos más desafiantes del juego. Jasmín aparece en Kinect: Disneyland Adventures (2011), situado en Adventureland. En 2015, Disney Interactive puso a la venta figuras de Jasmín y Aladdín para Disney Infinity 2.0 (2014). Jasmín se convirtió en la quinta princesa Disney añadida oficialmente al juego, así como en la primera disponible en forma de figura. En Disney Infinity 2.0, Jasmín está equipada con una alfombra mágica además de la capacidad de invocar viento y ciclones, infligiendo diversas consecuencias a enemigos y objetivos. Jasmín es un personaje jugable para desbloquear durante un tiempo limitado en el videojuego Disney Magic Kingdoms.
En papel, aparece una versión ilustrada de Jasmín en el libro Tales from Agrabah: Seven Original Stories of Aladdin and Jasmine (1995), una colección de relatos escritos por la autora Katherine Applegate que detalla la vida de los dos personajes principales antes de los acontecimientos de la película, incluida la forma en que Jasmín conoció a su tigre mascota Rajah.
En septiembre de 2016, una versión de acción real de Jasmín debutó como personaje recurrente en la sexta temporada de la serie de televisión de fantasía Once Upon a Time, en la que es interpretada por la actriz Karen David. El personaje hace una breve primera aparición en el cuarto episodio de la temporada, "Strange Case", antes de protagonizar finalmente el quinto, "Street Rats", en el que Jasmín solicita la ayuda de Aladdín para localizar un poderoso objeto capaz de interrumpir el control de Jafar sobre el Sultán. Como viene siendo habitual en las tramas de Once Upon a Time, se tomaron algunas libertades creativas con respecto a la película original, como que Jasmín llevara a Aladdín a la Cueva de las Maravillas en lugar de a Jafar y que la pareja no desarrollara sentimientos románticos el uno por el otro, aunque se mantiene la icónica escena en la que Jasmín es encerrada en un reloj de arena. El traje azul de Jasmín se modificó ligeramente para la serie. David había expresado previamente su interés en interpretar a una heroína étnica de Disney como Pocahontas, Esmeralda o Jasmín en Once Upon a Time, y finalmente fue elegida para el papel de la tercera en julio de 2016. La actriz describió la preparación para el papel como emocionante pero a la vez "angustiosa", porque "es un personaje tan icónico y querido y todos los fans tienen su idealismo de lo que debería ser y lo que no", anhelando complacer a los aficionados tanto de la película original como del personaje.
Disney ha ido introduciendo gradualmente nuevas versiones modificadas de los trajes de princesa en los parques y complejos de Walt Disney. En septiembre de 2016, el traje de Jasmín recibió un "modesto" cambio de imagen; una versión rediseñada y menos reveladora del traje azul del personaje de la película debutó tanto en Disney World como en Disneylandia después de 24 años. El traje consta de mangas largas, zapatos nuevos, un top de cuerpo entero que oculta la cintura, un escote alto y un peinado modificado, pero conserva el color azul turquesa original de las películas. Sus pantalones se han sustituido por un vestido largo hasta el suelo. También se ha añadido al disfraz un cinturón dorado con un diseño bordado de la cara de Rajah Jasmín presentó su nuevo atuendo a los invitados con una aparición pública en la primera Mickey's Not-So-Scary Halloween Party. Aunque se hicieron modificaciones similares a los disfraces de Pocahontas y Mulan, el rediseño de Jasmín ha inspirado la respuesta más controvertida por parte del público. Cuando se les pregunta, los asistentes del parque y los miembros del reparto explican que los rediseños se han hecho para ser más fieles a las culturas de las que proceden los personajes, aunque Jasmín es del reino ficticio de Agrabah Rachel Paige, de HelloGiggles, señaló que la razón principal de las drásticas modificaciones es que varios visitantes del parque se quejaban de que el personaje dejaba el vientre al descubierto y de sus efectos en las niñas; Paige defendió que el atuendo es acorde con la ubicación y la época en la que está ambientada la película. Se espera que el rediseño aparezca gradualmente también en otros parques temáticos de Disney de todo el mundo. Jasmín, junto con Aladdín, es un personaje que se puede conocer en todos los parques del mundo y normalmente se encuentra en Adventureland.

## Recepción

### Respuesta de la crítica
Las opiniones de la crítica sobre Jasmín han sido en general dispares; algunos críticos apreciaron el personaje por seguir "rompiendo el molde (pasivo)" que habían demostrado las primeras Princesas Disney. Ty Burr, de Entertainment Weekly, describió a Jasmín como "la más corpulenta (en todos los sentidos) de las nuevas heroínas de Disney", mientras que Desson Howe, de The Washington Post, elogió al personaje por dotar a la película de "conciencia feminista". David Sterrit, de The Christian Science Monitor, escribió que Jasmín "está menos trabajada (que Aladdín), pero es igualmente agradable como tipo de personalidad". Contactmusic.com coincidió en que el personaje exhibe "simpáticas vetas cínicas", a pesar de ser un personaje "esencialmente soso". La fuerte personalidad de Jasmín ha sido comparada con frecuencia, tanto positiva como negativamente, con las de sus predecesoras Ariel y Bella Gary Thompson, del Philadelphia Daily News, escribió: "La princesa Jasmín es también más mordaz, aunque sin el evidente cambio de imagen feminista dado a Bella". Del mismo modo, James Berardinelli, de ReelViews, elogió a Jasmín por "mostrar la misma independencia obstinada que Ariel y Bella", pero finalmente criticó el hecho de que "no desempeñe un papel más importante que el de "interés amoroso" de Aladdín". Coincidiendo en que Jasmín parece "anodina" en comparación con los personajes secundarios de Aladdín, Mari Ness, de Tor.com, escribió: "Jasmín sigue los pasos de Ariel y Bella como alguien descontento con las restricciones de su mundo y su falta de opciones: como ambas, toma medidas activas para cambiar esto, y no es del todo culpa suya que sea un personaje secundario en una película que no está tan interesada en ella.... Es perspicaz y piensa rápido, pero esta no es su película, y al final, aunque puede elegir a su marido, no tiene realmente la oportunidad, como Ariel y Bella, de salir de su mundo. Se le puede mostrar el mundo, pero se queda en su palacio". En una crítica retrospectiva, Nathan Cone, de Texas Public Radio, se mostró gratamente sorprendido "por el gran avance que supuso el personaje de Jasmín para los narradores de Disney", alabando su audacia e inteligencia y prefiriéndola a Bella.
Otros críticos han sido mucho menos indulgentes; las críticas más comunes han ridiculizado a la princesa como un personaje mimado, superficial, soso y excesivamente sexualizado Common Sense Media criticó a Jasmín por carecer de un predicamento y una premisa originales, mientras que Matt Brunson, de Creative Loafing, describió al personaje como una heroína "liberada" pero "acartonada". Janet Maslin, de The New York Times, criticó a Jasmín: "La princesa Jasmín... una ninfa con pantalones de harén, utiliza palabras como "fabuloso" y "asombroso" para expresar pensamientos anodinos", y concluye: "Por suerte, está rodeada de una gran variedad de personajes secundarios que hacen que la película sea mucho más interesante que su supuesto centro". Time Out califica al personaje de decepcionante, y TV Guide la describe como "sosa". El crítico de cine Roger Ebert citó a Jasmín entre los puntos débiles de la película, tachando la relación entre ella y Aladdín de "pálida y rutinaria" en comparación con la de Bella y la Bestia. Además, Ebert escribió que los personajes "parecen sin forma, como si ni siquiera los cineastas los vieran como individuos reales". Ed González, de Slant Magazine, se burló del personaje como "otro tipo de "espíritu libre" en la tradición de las muñecas Barbie, una falsa feminista que quiere que todo el mundo sepa que puede hacer todo lo que hacen los chicos". El crítico de cine de Orange Coast Henry A. Giroux descalificó a Jasmín como poco más que "un objeto del deseo inmediato (de Aladdín)" y un "escalón hacia la movilidad social".
La interpretación de Naomi Scott como Jasmín en la película de 2019 fue generalmente bien recibida por la crítica. Tom Jorgensen, de IGN, consideró su interpretación de Jasmín "una clara mejora con respecto a la versión de 1992" y añadió que el personaje "parece más tridimensional (no es un juego de palabras... ni pido disculpas por ello) y esta vez tiene ambiciones mucho más interesantes. Scott dota al personaje de una dignidad y un empuje que hacen que sea más fácil simpatizar con ella que con el pobre Al". Johnny Oleksinski, del New York Post, consideró que la versión de Jasmín de Scott era "encantadora" y que tenía "más iniciativa y menos pasividad" que en la versión original. El crítico del San Francisco Chronicle, Mick LaSalle, consideró que Scott es la "auténtica estrella" de la película y que "prospera y lo da todo con su nuevo himno de poder" que fue escrito para la película. Michael O'Sullivan, del The Washington Post, alabó la interpretación de Scott como alguien "que no sólo sueña con escapar de las restrictivas normas de su padre sobre con quién puede casarse", sino también "superfeminista". Richard Roeper, del Chicago Sun-Times, describió la interpretación de Scott como "ganadora" y añadió: "también tiene la oportunidad de brillar y brilla absolutamente" en la nueva canción, "Speechless" (Callar). Por su interpretación, Scott ganó el Teen Choice Award a la Mejor Actriz de Cine en Ciencia Ficción/Fantasía y también recibió una nominación al Saturn Award a la Mejor Actriz de Reparto.

### Análisis feminista
En la contraportada del vídeo original de Aladdín, Jasmín aparecía orgullosa como "una heroína de los años 90": Sin embargo, Karen Sternheimer, autora de It's Not the Media: The Truth about Pop Culture's Influence on Children, discrepaba rotundamente de esta opinión y afirmaba que, a pesar de tener "un carácter fuerte y casi cualidades feministas", Jasmín "se parece a las heroínas de antaño, esperando a que su "príncipe" venga a rescatarla y utilizando las artimañas femeninas tradicionales para salir de los problemas". El personaje sigue siendo muy discutido entre los críticos feministas. Bustle incluyó el primer encuentro de Jasmín con Aladdín en su lista de los momentos más feministas de las Princesas Disney, y la autora Samantha Rullo atribuyó a la escena el mérito de demostrar "lo fuerte e independiente que es realmente". En la publicación de Chelsea Maze para Bustle, "Feminist Ranking Of All The Disney Princesses", apreciaba a Jasmín por negarse "a que los hombres de su vida la manden", y la situaba en el puesto número ocho porque posee "la capacidad de elegir a su propia pareja y seguir a su corazón, al tiempo que mantiene económicamente al hombre que ama" Mize concluía que Jasmín es "una mujer bastante fuerte con una sólida vena feminista".
Tanto las críticas feministas como las musulmanas han acusado a Jasmín de ser "un modelo ofensivo indigno de ser mostrado a niñas impresionables". Según Meghan O'Keefe, de Overthinking It, "Jasmín posee un "tremendo" pero "ineficaz" potencial para ser una heroína feminista" debido a su falta de interés por los libros, la música, la interacción social y la "sed de aprendizaje" que comparten Ariel y Bella. O'Keefe concluye: "Las quejas de Jasmín a Aladdín sobre la vida en el palacio suenan menos a una feminista en ciernes que busca su voz y más a la musa mimada de "Common People" de Pulp". Charles I. Schuster, autor de Speculations: Readings in Culture, Identity, and Values, coincidió en que el personaje ofrece muy poco feminismo, aparte de su "desafío a una ley arbitraria".Sholeh Hajmiragha, de Bust, comenzó elogiando el progresismo de Jasmín: "desafía la vida que se le ha asignado como princesa, se muestra escéptica ante el matrimonio y, al enamorarse del pobre Aladdín, trastorna el sistema de clases". Sin embargo, al final la autora criticó al personaje por estar "muy sexualizado", explicando que "aunque la sexualidad femenina es algo de lo que hay que estar orgulloso y controlar, quizá no sea el mejor mensaje para las niñas". Abriendo que el papel de Jasmín carece de importancia, Feminist Fiction la consideró un ejemplo de cómo "Disney trata a sus personajes femeninos cuando no son las protagonistas de la historia", elaborando "parece que Disney puso mucho esfuerzo en dar a Jasmín poder de chica e independencia, al menos en su diálogo y actitud", pero "no siguió adelante y no le dio fuerza en la propia trama". El sitio web también observó que el feminismo del personaje no parece ir más allá de la "palabrería", criticando en última instancia a Jasmín por utilizar su sexualidad en lugar de su inteligencia para "salvar el día" antes de volver finalmente al papel de damisela en apuros que espera ser rescatada.Cynthia Carter, la autora de Routledge Companion to Media & Gender, cree que Jasmín se convierte en "la posesión de su marido" al final de la película.
En el ámbito de Internet, la escena en la que Jasmín besa a Jafar para distraerlo de Aladdín se considera a menudo un punto de discordia entre escritoras y blogueras feministas. Meredith Ancret, de The Snark Who Hunts Back, argumentó que tanto el Sultán como el Genio están igualmente esclavizados por Jafar. Ancret siguió defendiendo a Jasmín por ser dueña de sí misma, por desafiar valientemente a Jafar en numerosas ocasiones, y alabó su distracción del villano por ser decisiva para el éxito de Aladdín. También defendiendo la decisión de Jasmín de besar a Jafar, la crítica feminista Mari Rogers explicó a The Daily Dot que "Jasmín era un personaje fuerte y creo que, en muchos sentidos, el hecho de que la historia se centre en Aladdín hace que nos olvidemos de esto", y concluyó: "Incluso en su propia película, ella siempre fue la fuerza detrás de sus decisiones. Salía a buscar cosas". Fanny Pack, que calificó a Aladdín de "neutral" en términos de feminismo, escribió que "lo que impide que Aladdín sea totalmente negativo... es la fuerza de Jasmín como personaje", que "parece tomar las mejores partes de Ariel y Bella y convertirlas en una princesa aún mejor, más fuerte y más descarada".
BuzzFeed elaboró una lista llamada "27 Feminist Disney Moments That Unapologetically Smashed The Patriarchy" en la que citaba los momentos más resaltantes. El mismo sitio web incluyó a Jasmín rechazando las normas tradicionales del matrimonio en segundo lugar en su lista de "27 Feminist Disney Moments That Unapologetically Smashed The Patriarchy".La autora Shannon Larson, de The Huffington Post, 
clasificó a Jasmín en segundo lugar en su lista "Which Disney Princess Most Embodies Feminist Principles", en donde apreciaba al personaje por rechazar la idea de que el matrimonio es necesario, afirmar su derecho a casarse con quien quiera y ser dueña de su sexualidad, pero criticaba el hecho de que no completara su intento de escapar de la opresión real. Sonia Saraiya, de Nerve, clasificó a Jasmín en quinto lugar en su artículo "Ranked: Disney Princesses From Least To Most Feminist". Saraiya alabó su personalidad, comparando su audacia, curiosidad y escepticismo ante el matrimonio con los de Bella, al tiempo que la elogiaba por "enamorarse de una "rata callejera" completamente inadecuada y sacarla de la pobreza, en lugar de al revés". Sin embargo, Saraiya tachó el uso que Jasmín hace de la sexualidad como su "único poder", criticándola por enviar un mensaje negativo a las jóvenes. Cuando se le preguntó si Jasmín es o no un modelo positivo porque "lo único que quiere es casarse", la propia Larkin defendió a su personaje, explicando: "Eso no es cierto. Jasmín dice a una generación de niños pequeños sobre el matrimonio que la ley está mal. Lo arriesga todo (su seguridad, su comodidad, todo lo que sabe) y sale a buscar la forma de cambiar la ley del matrimonio... Sí, es un buen modelo a seguir". ¡Realmente bueno! Esté conectada o no, esa persona que los guionistas crearon y que yo tuve que representar, estoy muy orgullosa de ella. Y siento que se adelantó a su tiempo".

### Polémica racial
Jasmín fue la primera princesa de color de Disney; su origen étnico sin precedentes inspiró al estudio a aumentar su diversidad étnica, como demostró la posterior introducción de sus princesas no blancas Pocahontas y Mulan. Aceptada universalmente, la condición del personaje como primera princesa árabe de Disney "conquistó corazones" en el estreno de la película en 1992, según Andre Tartar de Vulture.com. Sin embargo, aunque el hecho de que la princesa sea de Oriente Medio se considera "un gran avance", al mismo tiempo las características tanto de Jasmín como de Aladdín han sido objeto de controversia; los observadores criticaron ampliamente a los personajes por estar occidentalizados y anglicizados. En su libro Thinking Class: Sketches from a Cultural Worker (Clase Pensante: Bocetos de una Trabajadora Cultural ), la escritora Joanna Kadi bromeó diciendo que Jasmín es "tan árabe como el béisbol y la tarta de manzana". El Comité Antidiscriminación Árabe-Americano se mostró especialmente descontento por el tratamiento de los personajes principales, y Don Bustany acusó a Disney de enseñar "que cualquiera con acento es malo". El autor de El Lector de Las Mil y Una Noches, Ulrich Marzolph, observó que el personaje habla un "perfecto inglés americano" a pesar de sus "rasgos ostensiblemente de Oriente Medio" y tienen acentos convenientemente americanos a pesar de su "supuesta etnia árabe". En su libro The Mouse that Roared: Disney and the End of Innocence, el autor Henry A. Giroux acusó a "los anglicismos de Jasmín y Aladdín" de comunicarse en inglés estadounidense, mientras que los villanos de la película tienen marcados acentos extranjeros.
Los críticos también se han burlado de que los personajes "malos" de la película parezcan tener un aspecto exagerado, con sobrepeso, dibujados con piel oscura, narices grandes y dientes dañados, mientras que el tono de piel de Jasmín sigue siendo más claro en comparación. De estatura delgada, Jasmín también carece de defectos de carácter evidentes tanto en su personalidad como en su forma de hablar. Upprooting Racism: How White People Can Work for Racial Justice Ð 3rd Edition, el autor Paul Kivel lo denominó "codificación racial", una práctica que también se cree que se utilizó para diferenciar a los personajes buenos de los malos en El rey león (1994). Según el autor de Debating Disney: Pedagogical Perspectives on Commercial Cinema, el autor Douglas Brode, Aladdín "perpetúa la misma pirámide racial" presente en la mayoría de las películas de Disney, observando que Jasmín, Aladdín y el Sultán (personajes situados en lo alto de la jerarquía social) parecen ser los personajes "más blancos" de la película, mientras que el villano Jafar habla con acento marcado y muestra rasgos mucho más árabes. Brode acusó a Jasmín de "perpetuar estereotipos perjudiciales". Gary Burns, autor de A Companion to Popular Culture, observó que "bajo su piel multicultural, todas las Princesas Disney se ajustan al ideal de belleza femenino, blanco, de clase media y delgado", y describió a Jasmín como "una niña con acento estadounidense... que lucha contra las tradiciones de los árabes tradicionales, mayores y con mucho acento". A pesar del intento de Disney de retratar fielmente la cultura de la época en la que se desarrolla la película, como la falta de mujeres en puestos de poder, Isabel Santaolalla, autora de "New" Exoticisms: Changing Patterns in the Construction of Otherness, está de acuerdo en que Jasmín sigue siendo "un vehículo para la política de género contemporánea en Estados Unidos" a pesar de su apariencia de Oriente Medio, y explica que "la credibilidad de la película se reserva para Jasmín, pero esta aguerrida personalidad probablemente refleja más la evolución en Estados Unidos que las realidades de Basora o Bagdad en los años 90". A los críticos tampoco les gustó la escena en la que un comerciante casi le corta la mano a Jasmín como castigo por robar una manzana sin querer.

## Impacto y legado
Según The Fiscal Times, Aladdín es la cuarta película de princesas más rentable de Disney en términos de taquilla. Jasmín, que se ha consolidado como un personaje popular, se convirtió en uno de los miembros originales de la franquicia de Princesas Disney y sigue siendo la única que no es la protagonista de su película. En consecuencia, Aladdín sigue siendo la única película de Princesas Disney cuya princesa protagonista no es su protagonista, y Jasmín se convirtió en la primera princesa Disney en casarse con un personaje que no es príncipe de nacimiento. Cronológicamente, Jasmín es el sexto miembro de la franquicia de Princesas Disney, y se considera uno de los miembros "clásicos" de la alineación. La película Aladdín y el personaje de Jasmín tienen el mérito de haber iniciado una expansión de los personajes de princesa de Disney. Antes del debut del personaje, todas las Princesas Disney en los 55 años de historia del estudio habían sido blancas o de apariencia europea. Como primera princesa no blanca y árabe de Disney, Jasmín es reconocida por introducir la diversidad racial y étnica en el género de los cuentos de hadas animados de Disney. Desde entonces, el personaje ha sido sucedido por cuatro princesas de color: Pocahontas de la película homónima de 1995, Mulan de la película homónima de 1998, Tiana de La princesa y el sapo (2009), Moana de la película homónima de 2016, en última instancia "abriendo el camino para que los niños crean que cualquier persona de cualquier raza puede ser una princesa". Se cree que el quinteto ha ayudado a diversificar el estudio e introducir "nuevas visiones de lo que podría ser una "Princesa Disney'". Además, Jasmín es una de las dos únicas Princesas Disney que llevan pantalones (la otra es Mulan), y sigue siendo la única princesa Disney cuyo traje oficial no es un vestido de gala. Según Vanity Fair, Jasmín fue la primera princesa Disney feminista, aunque el autor Alex Beggs admitió que esta afirmación se ha exagerado hasta cierto punto.

Andrew Martin, de Screen Rant, habla de la influencia de Jasmín:

Hay verdadera química entre Jasmín y Aladdín. Por algo "Un Mundo Ideal" sigue considerándose uno de los momentos más románticos de la historia del cine. Sobrevolando los tejados de los palacios de Agrabah en la alfombra mágica, el público se enamoró de Jasmín igual que Aladdín

La canción de Jasmín "Un Mundo Ideal", que interpreta a dúo con Aladdín, ganó el Oscar a la mejor canción original en la 65.ª edición de los premios de la Academia de 1993. Seis años después de Aladdín, Lea Salonga fue elegida para cantar Mulan en 1998. Salonga bromeó sobre el hecho de tener que presentarse a una audición para el papel a pesar de haber puesto ya la voz a una princesa Disney: "¿Por qué tengo que hacer una prueba? ... Ya era una princesa antes. No fue suficiente?" Mientras tanto, Larkin volvería a poner voz a Jasmín varias veces en posteriores apariciones en los medios, incluidas películas, series de televisión y videojuegos. Como las dos actrices responsables de poner voz al personaje, tanto Larkin como Salonga fueron galardonadas con los Premios Leyendas Disney por sus contribuciones en 2011, en una ceremonia reconocida por premiar a varias otras actrices que pusieron famosas voces a Princesas Disney. Además de a los compositores Menken y Tim Rice, Salonga dio las gracias en broma a Larkin en su discurso de aceptación por no poder cantar, lo que le brindó una oportunidad de trabajo. Salonga se convirtió en la primera filipina galardonada con el Premio Leyenda de Disney; la huella de su mano también está impresa en la sede de Walt Disney en Burbank, California.
En la actualidad, Jasmín es venerada como un personaje icónico y una princesa. Teen Vogue incluyó a Jasmín en su artículo "10 Best Disney Princesses of All Time" en el que se le reconocía. BuzzFeed clasificó a Jasmín en segundo lugar en su lista "Definitive Ranking Of Disney Princesses", mientras que E! situó al personaje en el número cuatro. Según PureWow, Jasmín es la quinta mejor princesa Disney porque "no estaba de acuerdo con que su familia la casara con un pretendiente cualquiera". Seventeen situó al personaje en el número nueve de una lista similar. La autora Jelani Addams Rosa escribió: "Lo que más nos gusta de Jasmín es que ella y Aladdín se turnan para rescatarse mutuamente", pero al mismo tiempo la criticó por ser demasiado crítica. En la "Clasificación definitiva de las mejores Princesas Disney de todos los tiempos" de MTV, Jasmín ocupó el décimo puesto. Los lectores de Refinery29 votaron a Jasmín como la octava mejor princesa Disney, obteniendo 351 votos. Seventeen clasificó a Jasmín como la princesa Disney más sexy, atribuyéndole el haber iniciado el despertar sexual de varios jóvenes durante 1992. Complex colocó a Jasmín en segundo lugar en su artículo "The 25 Hottest Cartoon Women Of All Time", elogiando su pelo y sus ojos. Screen Rant clasificó a Jasmín como el 14.º mejor personaje de película animada de todos los tiempos, llamándola "el ídolo genial al que aspiramos parecernos" y concluyendo que "la película realmente no sería lo mismo si no fuera por la princesa Jasmín". Cosmopolitan situó el atuendo azul característico de Jasmín en el puesto número ocho de la clasificación de la revista "The 37 Best Disney Princess Outfits", elogiándola por lucir "una diadema ancha y enjoyada, pendientes llamativos y un pesado collar a la vez sin sentirse abrumada por ellos".